# 許されぬ唄
『許されぬ唄』（ゆるされぬうた）は、中部日本放送（CBC）の制作でTBS系列「ドラマ30」枠にて1992年6月1日〜7月31日に全45話で放送された昼ドラマ。ドラマ30枠における中部日本放送製作作品の第1作である。仮題は「おんなの子守唄」。

## キャスト
- 蔭山とも子 - 奈美悦子
- 南五郎 - にしきのあきら（現・錦野旦）
- 蔭山健 - 鹿内孝
- 蔭山みどり - 坂井順子
- 川崎道代 - 左時枝
- 藤田昭男 - 橋本功
- 早川清 - 筒井巧
- 早川耕造 - 下條正巳
- 早川政子 - 伊藤友乃
- 大月みやこ（特別出演）

## 主題歌
- 大月みやこ 「白い海峡」（キングレコード）

## スタッフ
- 演出 - 九鬼通夫
- 脚本 - 高岡尚平
- 音楽 - 青山八郎
- 制作著作 - 中部日本放送